# Tenda dos Milagres (minisèrie)
|  | Per a altres significats, vegeu «Tenda dos Milagres». |

Tenda dos Milagres és una minisèrie brasilera produïda per Rede Globo en 30 capítols, que es va emetre a les 22:30, des del 29 de juliol al 6 de setembre de 1985.
Escrita per Aguinaldo Silva i Regina Braga, inspirada lliurement en la novel·la homònima de Jorge Amado, fou dirigida per Paulo Afonso Grisolli, Maurício Farias i Ignácio Coqueiro sota la direcció general de Paulo Afonso Grisolli.
Fou gravada a Salvador i Cachoeira, ambdós municipis de l'estat de Bahia. Fou guardonada amb un dels Premis Ondas 1986.

## Repartiment
- Tânia Alves - Ana Mercedes
- Nelson Xavier - Pedro Archanjo
- Milton Gonçalves - Mestre Lídio Corró
- Dhu Moraes - Rosa de Oxalá
- Chica Xavier - Magé Bassã
- Ângela Leal - Cesarina
- Oswaldo Loureiro - Professor Nilo Argolo
- Gracindo Júnior - Professor Fraga Neto
- Cláudio Marzo - Jerônimo
- Maria Isabel de Lizandra - Maria Amélia
- Antônio Pompeo - Budião
- Solange Couto - Sabina de Iansã
- Júlia Lemmertz - Luísa
- Joel Silva - Damião
- Daniel Dantas - Astério
- Yara Côrtes - Zabela
- Tânia Boscoli - Ester
- Zeni Pereira - Iaba (Dorotéia)
- Antônio Pitanga - Exú
- Tony Tornado - Zé Alma Grande
- Francisco Milani - Francisco Mata-Negros
- Cláudio Mamberti - Pedrito Gordo
- Ivan Cândido - Sarmento
- Emiliano Queiróz - Professor Fontes
- Rodrigo Santiago - Ruy Passarinho
- Mário Lago - Juiz João Reis
- Louise Cardoso - Augusta
- Thaís de Campos - Marieta
- Nicette Bruno - Joana
- Miriam Pires - Carlota
- Anna Iwanow - Kirsi
- Edyr de Castro - Sinhá Terência
- Josias Amon - Tadeu
- Dill Costa - Miquelina
- Luiz Carlos Arutin - Bonfanti
- Solange Theodoro - Dalvina
- João Acaiabe - Benedito
- Mestre João
- Jorge Coutinho - Zé da Inácia
- Iléa Ferraz - Ivone
- Gilles Gwizdek - Frei Jacques
- Gabriela Storace - Ester (menina)
- Lisandra Souto - Teresa
- Marcelo dos Santos - Damião (menino)
- Othon Bastos - dono do bar
- Lima Duarte - Contador de Milagres